# HER2 receptor
HER 2 (herceptinski) receptori su jedni od vrsta receptora koji se mogu naći na tumorskim stanicama dojke. Ako na tumorskim stanicama dojke prevladavaju HER 2 receptori - za takav tumor govorimo da je HER 2 pozitivan (HER2+). 
Vjeruje se da je oko 20-30% svih tumora dojke HER 2 pozitivno. Mehanizam nastanka takvih tumora je taj, da se prekomjernom aktivacijom HER 2 receptora postiže pojačani rast i dioba stanica dojke, što vremenom dovodi do nastanka tumora. 
Receptori se nazivaju herceptinskim stoga što se na njih može vezati antitumorski lijek trastuzumab (drugo ime: "herceptin"). Zbog svojstva vezanja na HER 2 receptore, trastuzumab se može koristiti u liječenju HER 2 pozitivnih tumora, premda je takva terapija izrazito skupa.